# Mimersgadekvarteret
Mimersgadekvarteret er et kvarter omkring Mimersgade på Nørrebro i København. Kvarteret afgrænses af Tagensvej, Jagtvej, Nørrebrogade og S-banen mod nordøst (med stationerne Nørrebro og Bispebjerg). Antallet af beboere var i 2004 16.610, hvoraf en tredjedel var af anden etnisk herkomst end dansk.
Sammen med Haraldsgadekvarteret udgør Mimersgadekvarteret det såkaldte Mytologiske kvarter, der blev opført i perioden 1860-1920. De fleste gader i kvarteret er opkaldt efter guder og helte fra den nordiske mytologi, eksempelvis Odinsgade efter gudernes konge Odin, Thorsgade efter tordenguden Thor og Baldersgade efter godhedens gud Balder. Mimer, som kvarteret indirekte har navn efter, vogtede visdommens brønd.
Mimersgadekvarteret er et tidligere arbejderkvarter, som i dag bærer præg af dets tætte bebyggelse – blandt andet ligger det almennyttige boligbyggeri Mjølnerparken her. Sammensætningen af boliger, butikker, virksomheder og offentlige institutioner er varieret i området, herunder Nørrebrohallen, Nørrebros Bibliotek og Jobcenteret i Baldersgade. 
Fonden Realdania og Københavns Kommune påbegyndte i 2004 et større byfornyelsesprojekt i kvarteret, der blandt andet skal skabe flere grønne områder i kvarteret. Et af projektets foreløbige resultater er renoveringen af BaNanna Park i Nannasgade

## Fodnoter
1. ↑  http://www.pd.kk.dk/upload/6_0_byfornyelse/omraadeloeft/mimersgade/mimersgade.pdf Arkiveret 24. juni 2007 hos  Wayback Machine Avis fra Københavns Kommune om områdefornyelsesprojektet i Mimersgadekvarteret